# Tom Drahoš
Tom Drahoš (* 17. listopadu 1947, Jablonec nad Nisou, Československo) je český fotograf a televizní kameraman působící ve Francii.

## Životopis
Po studiích na Filmové akademii v Praze emigroval v roce 1968 do Paříže na kurzy na IDHEC. Po zaškolení v oboru reportážní fotografie pracoval na sekvencích 50 až 60 fotografií na dané téma. V roce 1982 získal stipendium FNP. Účastnil se fotografické mise DATAR. V roce 2003 mu byla uděleno ocenění Prix Arcimboldo.

## Výstavy
- 1978 Pařížské muzeum moderního umění
- Pařížské bienále 1980
- 1980, 1981, 1982 Ufficio dell'Arte
- 1982 Galerie 666, Paříž
- 2012 Real Dreams Gallery, Lyon, Francie.

## Ceny a vyznamenání
- 1980: Cena Kodak ( 2. Prix ex-aequo)
- 1982: Cena Kodak za audiovizuální fotoknihu
- 2003: Prix Arcimboldo

## Filmografie
- Tom Drahoš, 26minutový film, režie: Patrick Roegiers a Bruno Trompier, Evropský dům fotografie, 1986.